# 小行星14042
小行星14042（14042 Agafonov）是一颗绕太阳运转的小行星，为主小行星带小行星。该小行星于1995年10月16日发现。

## 轨道参数
小行星14042的轨道半长轴为2.2108427 UA，离心率为0.169。